# 127030 Herrington
127030 Herrington este o planetă minoră (asteroid) din centura de asteroizi. A fost descoperită pe 6 aprilie 2002 la Observatorio de Cerro Tololo⁠(d) de Marc Buie⁠(d). 
Obiectul prezintă o orbită caracterizată de o semiaxă mare de 2,6775452861073 UAi, o excentricitate de 0,040411383254001, o înclinație de 1,0110796694595 ° în raport cu ecliptica.